# Parafia św. Jakuba Młodszego Apostoła w Powroźniku
Parafia św. Jakuba Młodszego Apostoła w Powroźniku – parafia rzymskokatolicka znajdująca się w diecezji tarnowskiej, w dekanacie Krynica-Zdrój.

## Historia
W 1391 roku pojawiła się wzmianka o miejscowości Powroźnik, gdy król Władysław Jagiełło przekazał te tereny biskupowi krakowskiemu Janowi Radlicy „castrum Muszyna cum oppido sub castro sito dicto Powrosniky”. Od połowy XV wieku do XVI wieku przybyli i osiedlili się grekokatolicy – Rusini i Wołosi, później nazwanych jako Łemkowie. 23 marca 1565 roku biskup krakowski Filip Padniewski lokował ruską wieś Powroźnik na prawie wołoskim.
W 1604 lub 1612 roku zbudowano drewnianą cerkiew św. Jakuba Apostoła Brata Pańskiego. 13 stycznia 1637 roku bp krakowski Jakub Zadzik erygował i uposażył  greckokatolicką parafię, a 13 lutego 1638 roku założył i uposażył polsko-ruską szkołę parafialną. W 1642 roku unicki biskup przemyski Atanazy Krupecki nadał cerkwi odpust zupełny w środę przed Wniebowstąpieniem. 26 lutego 1644 roku biskup krakowski Piotr Gembicki zezwolił parochowi o. Andrzejowi Mijskiemu na założenie  parafialnego młyna. Prawdopodobnie w XVIII wieku parochia w Powroźniku została przyłączona do parochii w Krynicy.
W 1781 roku Austriacy skonfiskowali dobra kościelne Klucza Muszyńskiego. W 1848 roku austriackie namiestnictwo reaktywowało samodzielną parochię w Powroźniku. W 1934 roku parochia weszła w skład nowo powstałej Administracji Apostolskiej Łemkowszczyzny. Ostatnim parochem od 1927 roku był o. Paweł Wach. W 1936 roku w parochii było 1055 wiernych. 4 lipca 1947 roku podczas „Akcji Wisła” wysiedlono 451 Łemków na Zachód i Północ Polski. 
Na opuszczone miejsca przybyli polscy repatrianci z Kresów Wschodnich i z przeludnionych wiosek okolic Piwnicznej, Łącka, Kamienicy, Limanowej. Cerkiew zaadaptowano na kościół parafialny, a msze święte odprawiali duchowni z Muszyny i Krynicy. 29 grudnia 1951 roku bp Jan Stepa erygował parafię rzymskokatolicką, a cerkiew zaadaptowano na kościół parafialny. W latach 1965–1966 przeprowadzono generalny remont cerkwi, a w latach 1970–2000 renowację ikon i polichromii. W 2013 roku cerkiew została wpisana na Listę Światowego Dziedzictwa UNESCO wraz z innymi drewnianymi cerkwiami w Polsce i na Ukrainie.
W latach 2006–2015 zbudowano obecny murowany kościół, według projektu arch. Marka Jasiewicza. 9 lipca 2006 roku bp Wiktor Skworc poświęcił plac pod budowę kościoła. 2 sierpnia 2009 roku bp Wiktor Skworc wmurował kamień węgielny z grobu św. Piotra, poświęconego przez papieża Benedykta XVI. 24 października 2015 roku bp Andrzej Jeż dokonał konsekracji kościoła. 
Do parafii przynależą miejscowości Powroźnik i Wojkowa, w których jest 1700 wiernych. 

## Proboszczowie parafii
- ks. prał. Bogusław Zawiślak (1967–2004)
- ks. prał. Janusz Kiełbasa (2004–2017)[5]
- ks. dr Andrzej Romanowski (2017–2023)
- ks. Kazimierz Dudzik (od 2023)

Pozostałe kościoły
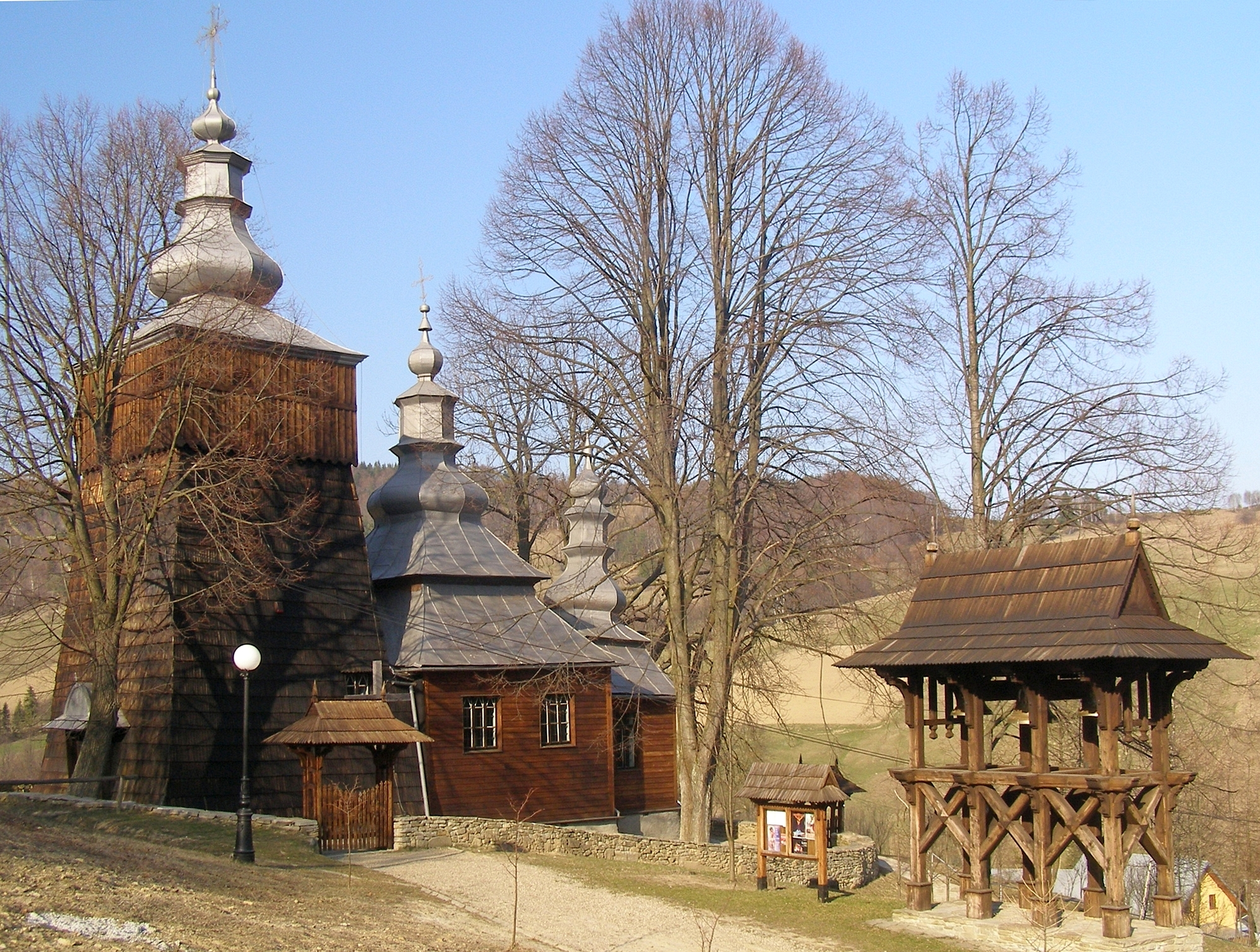
Kościół filialny w dawnej cerkwi w Wojkowej
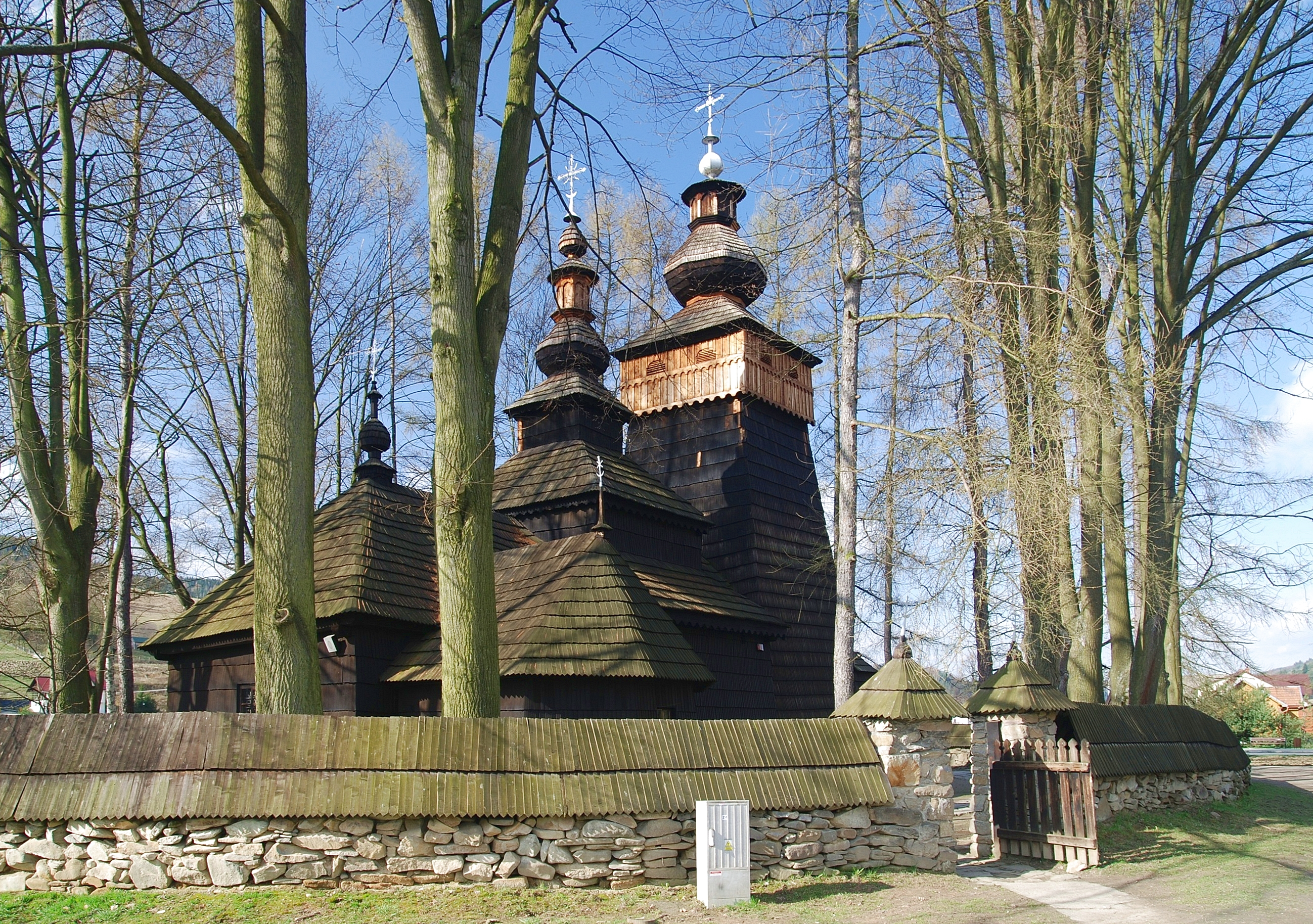
Zabytkowa dawna cerkiew greckokatolicka w Powroźniku (UNESCO)